# Downhere
Downhere ist eine kanadische Rock-Band, die aus Glenn Lavender (Bass), Marc Martel (Gesang, E-Gitarre), Jeremy Thiessen (Schlagzeug, Begleitgesang) und Jason Germain (Gesang, Gitarre, Keyboard) besteht.

## Auszeichnungen und Nominierungen
2002 bekamen sie den Juno Award (Best Gospel Album) und wurden auch bei den Dove Awards nominiert für die Auszeichnung New Artist of the Year. Außerdem wurden sie in diesem Jahr für die "Canadian Gospel Music Association Covenant Awards" (Rock Album of the Year, Rock Song of the Year für "Larger Than Life") nominiert. Im Jahr 2004 erhielten sie den Dove Award für den besten Alternative Rock Song of the Year. 2007, 2009 und 2012 erhielten sie jeweils den Juno Award in der Kategorie "Contemporary Christian/Gospel Album of the Year".

## Diskografie
Alben
- 2001: Downhere
- 2003: So Much for Substitutes
- 2006: Wide-Eyed and Mystified
- 2007: Thunder After Lightning: The Uncut Demos
- 2008: Ending Is Beginning
- 2009: How Many Kings: Songs for Christmas
- 2011: On the Altar of Love